# Gallus Maria Manser
Gallus Maria Manser OP (Brülisau no distrito de Rüte, 25 de junho de 1866 - Friburgo, 20 de fevereiro de 1950) foi um teólogo católico suíço.

## Vida e trabalho[1]
Gallus Maria Manser, nascido em 1866, filho do juiz distrital Josef Manser, recebeu o título acadêmico de doutor em teologia. Em 1897, Manser entrou para a ordem dominicana. De 1899 a 1942, Manser lecionou como professor de lógica, ontologia e história da filosofia medieval na Universidade de Friburgo, onde também foi nomeado reitor entre 1914 e 1918; 
Depois de frequentar a escola de gramática beneditina em Einsiedeln, Manser estudou filosofia em Monza e teologia em Milão (1888-90); ele terminou seus estudos teológicos na Univ. Friburgo (Suíça), onde obteve a licenciatura em 1892. Posteriormente, os dominicanos Joachim-Joseph Berthier e Thomas Coconnier levaram-no a um estudo aprofundado de Santo Tomás de Aquino, fazendo-o se afastar do molinismo (que ele inicialmente defendeu). Após a ordenação em agosto de 1892, M. ensinou filosofia em Wenersh (Inglaterra) e concluiu sua tese de doutorado sobre o tema "Possibilitas praemotionis physicae in actibus liberis naturalibus iuxta mentem Divi Aquinatis". Em seguida, trabalhou por dois anos na freguesia de Glossau.
Em junho de 1897, Manser foi aceito em Venlo (Holanda) na Ordem Dominicana como membro da Província de Teutônia. Em 1898, ele ensinou teologia moral por um curto período nos Estudos Dominicanos em Düsseldorf e foi então levado de volta a Friburgo pelo mestre geral Andreas Frühwirth, como vice-prefeito do Konvikt Canisianum, onde foi nomeado professor de lógica, ontologia e história da filosofia medieval nesta universidade em 1899. Ele ocupou sua cadeira por 43 anos. Foi reitor da faculdade de teologia duas vezes e reitor da universidade quatro vezes (1914-18). Em 1941, Manser foi nomeado presidente da recém-fundada Sociedade Filosófica de Friburgo. Em 1942, ele se aposentou em Wil, mas viveu em Friburgo novamente desde 1946. Morreu em Friburgo em 1950 aos 83 anos.

## Pensamento
Manser pode ser contado entre os tomistas mais importantes do século XX. Seu objetivo era apresentar o tomismo como um sistema universal e fechado derivado do princípio da potência e do ato, que Manser explica de forma bastante independente após os comentaristas. Segue-se o princípio da contradição, que Manser, com base em numerosos textos de Tomás e Aristóteles, defende contra o primado do princípio da identidade. Em sua apresentação das cinco provas de Deus, Manser averigua a possibilidade de uma sexta, que se baseia na necessidade humana de felicidade, categoricamente, visto que, neste caso, Deus não pode ser objeto de livre escolha. Em relação ao enquadramento das cinco vias, a analogia, Manser opta pela "analogia proporcionalitatis", contra a "analogia mixta attributeis" de Suárez, já que esta teria que ser "ab extrinseco et intrinseco" ao mesmo tempo.
De acordo com Manser, o que o homem quer por necessidade natural não é Deus, mas a felicidade em geral, in comuni (Santo Tomás de Aquino, De Veritate, XI, q. 2). A Deus o homem elege livremente, e não por necessidade natural. Em suma, pode-se dizer que o homem apetece a Deus indiretamente, a partir do bem em sentido geral. Portanto, Deus não pode ser o objeto formal especificante nem da vontade, e nem inteligência - já que a vontade é apetite intelectivo do bem. Ademais, não sendo Deus o primeiro que se conhece aqui na terra pelo homem, tampouco será Ele o primeiro que se deseja naturalmente.
Ou seja, o boni in comuni, é o objeto especificante da vontade humana como potência, torna-se inadimissível admitir um segundo objeto formal especificante para a mesma vontade. Diz Manser:
“Se considerarmos a vontade humana unicamente em sua atividade terrena (in ordine actus eliciti), nem a vontade tende naturalmente a Deus em primeiro lugar, nem muito menos é Deus o objeto formal da vontade na ordem natural”.

## Livros
A principal obra filosófico-teológica de Manser - A essência do tomismo - representa a tese de que a doutrina aristotélica do ato e da potência reinterpretada e modificada por Tomás de Aquino constitui a "essência do tomismo ". Manser é um proponente da tese histórico-filosófica de que o pensamento escolástico entrou em crise no século XIV. Na tradição tomista, Manser representa uma importância duradoura da lei natural.
Outras referências:
A crise mental do século 14: discurso proferido em 16 de novembro de 1914 , Friburgo (Suíça).